# Blinding Lights
Blinding Lights (englisch für „Blendende Lichter“) ist ein Lied des kanadischen R&B-Musikers The Weeknd. Es erschien am 29. November 2019 als zweite Singleauskopplung seines vierten Studioalbums After Hours.

## Veröffentlichung
Blinding Lights wurde am 29. November 2019 als Single digital zum Download erstveröffentlicht. Nachdem sich das Lied zu einem kommerziellen Erfolg entwickelt hatte, folgte am 20. März 2020 eine 7″ Single als Schallplatte. Wieder digital erschien am 31. März 2020 in Kooperation mit dem US-amerikanischen Musikprojekt Major Lazer ein Remix des Stücks. Am 11. September 2020 wurde eine digitale EP veröffentlicht, die neben dem Originallied und dem Major-Lazer-Remix das Instrumental des Liedes, das Video sowie einen zusätzlichen Remix der US-amerikanischen Band Chromatics enthält. Am 4. Dezember erschien ein weiterer Remix in Zusammenarbeit mit der spanischen Sängerin Rosalía.

## Musikvideo
Bereits am 29. November 2019 wurde die Audio-Version von Blinding Lights auf YouTube veröffentlicht. Diese erreichte bis August 2025 mehr als 836 Millionen Aufrufe.
Am 21. Januar 2020 folgte das offizielle Musikvideo auf YouTube. Auch dieses wurde ein kommerzieller Erfolg und erreichte bis Januar 2023 mehr als 660 Millionen Aufrufe. Die Gesamtlänge des Videos beträgt 4:22 Minuten. Regie führte Anton Tammi, produziert wurde das Video von Saskia Whinney und Sarah Park. Zu Auszeichnungen des Musikvideos siehe den Abschnitt „Preise“.

## Mitwirkende
| Liedproduktion - Ahmad Balshe: Komponist, Liedtexter - Serban Ghenea: Abmischung - John Hanes: Abmischung - Oscar Thomas Holter: Komponist, Liedtexter, Musikproduzent - Dave Kutch: Mastering - Max Martin: Komponist, Liedtexter, Musikproduzent - Kevin Peterson: Mastering - Jason Matthew Quenneville: Komponist, Liedtexter - Abel Tesfaye (The Weeknd): Komponist, Liedtexter, Musikproduzent | Musikvideo (Auswahl) - Anton Tammi: Regisseur - Somesuch: Filmproduktionsgesellschaft - Sarah Park: Filmproduzent - Saskia Whinney: Executive Producer - Miki Hamano: Schauspielerin - The Weeknd: Schauspieler - Oliver Millar: Kameramann - Janne Vartia: Filmeditor - Tim Montana: Filmeditor - Mathematic: VFX |

## Preise
American Music Awards
- 2020: Nominierung in der Kategorie „Favorite Music Video“
- 2020: Nominierung in der Kategorie „Favorite Song – Pop/Rock“

Billboard Music Awards
- 2021: Auszeichnung in der Kategorie „Top Hot 100 Song“
- 2021: Auszeichnung in der Kategorie „Top Radio Song“
- 2021: Auszeichnung in der Kategorie „Top R&B Song“
- 2021: Nominierung in der Kategorie „Top Selling Song“
- 2021: Nominierung in der Kategorie „Top Streaming Song“

Juno Awards
- 2021: Auszeichnung in der Kategorie „Single of the Year“

MTV Europe Music Awards
- 2020: Nominierung in der Kategorie „Best Song“
- 2020: Nominierung in der Kategorie „Best Video“

MTV Video Music Awards
- 2020: Auszeichnung in der Kategorie „Video of the Year“
- 2020: Auszeichnung in der Kategorie „Best R&B“
- 2020: Nominierung in der Kategorie „Best Direction“
- 2020: Nominierung in der Kategorie „Best Cinematography“
- 2020: Nominierung in der Kategorie „Best Editing“
- 2020: Nominierung in der Kategorie „Song of the Summer“

MTV Video Music Awards Japan
- 2020: Auszeichnung in der Kategorie „Best Male Video – International“

Swiss Music Awards
- 2021: Auszeichnung in der Kategorie „Best Hit International“

## Kommerzieller Erfolg

### Chartplatzierungen
Blinding Lights stieg in Deutschland am 6. Dezember 2019 zunächst auf Platz elf in die Singlecharts ein und erreichte am 10. Januar 2020 die Spitzenposition, an welcher es sich insgesamt zehn Wochen halten konnte. Der Song konnte sich 27 Wochen in den Top 10 sowie 142 Wochen in den Charts platzieren. Für The Weeknd wurde das Stück zum ersten Nummer-eins-Hit in Deutschland. In Österreich debütierte die Single am 13. Dezember 2019 auf Rang 30 der Hitparade und stieg am 28. Februar 2020 auf Platz eins auf, an der Chartspitze war das Lied insgesamt acht Wochen vertreten. In der Schweizer Hitparade stieg der Song am 8. Dezember 2019 auf Position vier in die Charts ein und erreichte am 9. Februar 2020 die Chartspitze, an der er sich 13 Wochen ununterbrochen halten konnte. Auch in Österreich und in der Schweiz war Blinding Lights sein erster Nummer-eins-Hit.
In den britischen Charts debütierte die Single am 12. Dezember 2019 auf Rang 12, bevor sie am 13. Februar 2020 zum Nummer-eins-Hit wurde. Hier konnte sie sich acht Wochen halten, in den Top 10 22 Wochen und insgesamt 147 Wochen. In den Billboard Hot 100 der Vereinigten Staaten stieg das Lied am 14. Dezember 2019 auf Position elf in die Charts ein und erreichte am 4. April 2020 mit Platz eins seine höchste Notierung, an dieser war es vier Wochen, in den Charts insgesamt 90 Wochen, vertreten. In The Weeknds Heimatland Kanada stieg Blinding Lights auf Position zwei in die Singlecharts ein und erreichte am 6. April 2020 die Chartspitze, an der es sich vier Wochen platzieren konnte.
Auch in diversen weiteren Ländern wie Australien oder Belgien erreichte der Track die Spitzenposition der Singlecharts.
In den Single-Jahrescharts 2020 erreichte die Single die Chartspitze in Deutschland, Österreich, der Schweiz, dem Vereinigten Königreich und den Vereinigten Staaten. Darüber hinaus belegte Blinding Lights als meistgespielter Radiohit des Jahres ebenfalls Rang eins der deutschen Airplay-Jahrescharts 2020. In der Jahreshitparade 2021 konnte sich das Stück unter anderem auf Rang drei in den Vereinigten Staaten platzieren.
Im November 2021 löste Blinding Lights das 1960 erschienene Lied The Twist, das bis dahin die Billboard-Liste „der erfolgreichsten Songs aller Zeiten“ (Greatest of All Time Hot 100 Songs) angeführt hatte, auf jener Liste ab.
| ChartsChartplatzierungen       | Höchstplatzierung | Wochen |
| ------------------------------ | ----------------- | ------ |
| Deutschland (GfK)              | 1 (142 Wo.)       | 142    |
| Kanada (MC)                    | 1 (98 Wo.)        | 98     |
| Österreich (Ö3)                | 1 (122 Wo.)       | 122    |
| Schweiz (IFPI)                 | 1 (211 Wo.)       | 211    |
| Vereinigte Staaten (Billboard) | 1 (90 Wo.)        | 90     |
| Vereinigtes Königreich (OCC)   | 1 (147 Wo.)       | 147    |

| ChartsJahrescharts (2020)      | Platzierung |
| ------------------------------ | ----------- |
| Deutschland (GfK)              | 1           |
| Österreich (Ö3)                | 1           |
| Schweiz (IFPI)                 | 1           |
| Vereinigte Staaten (Billboard) | 1           |
| Vereinigtes Königreich (OCC)   | 1           |

| ChartsJahrescharts (2021)      | Platzierung |
| ------------------------------ | ----------- |
| Deutschland (GfK)              | 9           |
| Österreich (Ö3)                | 17          |
| Schweiz (IFPI)                 | 10          |
| Vereinigte Staaten (Billboard) | 3           |
| Vereinigtes Königreich (OCC)   | 9           |

| ChartsJahrescharts (2022)    | Platzierung |
| ---------------------------- | ----------- |
| Deutschland (GfK)            | 60          |
| Österreich (Ö3)              | 72          |
| Schweiz (IFPI)               | 36          |
| Vereinigtes Königreich (OCC) | 44          |

| ChartsJahrescharts (2023)    | Platzierung |
| ---------------------------- | ----------- |
| Schweiz (IFPI)               | 76          |
| Vereinigtes Königreich (OCC) | 65          |

Auf der Streaming-Plattform Spotify verzeichnet das Lied bisher mehr als 3,3 Milliarden Streams (Stand: Januar 2022). Seit dem 31. Dezember 2022 ist es somit das meistgestreamte Lied auf Spotify weltweit.

### Auszeichnungen für Musikverkäufe
Im Dezember 2021 erhielt Blinding Lights eine Dreifachplatin-Schallplatte für über 1,2 Millionen Verkäufe in Deutschland. Die Veröffentlichung zählt damit zu den meistverkauften Singles in Deutschland. The Weeknd ist nach Céline Dion (My Heart Will Go On) und Francesco Yates (Sugar) der dritte Kanadier, der einen Millionenseller in Deutschland landete. Für alle beteiligten Autoren und Produzenten stellt Blinding Lights ebenfalls die erfolgreichste Veröffentlichung in Deutschland dar. Max Martin, der zu diesem Zeitpunkt nachweislich über 16 Millionen Platten in Deutschland vertrieb, erreichte ebenfalls zum ersten Mal die Millionengrenze, zuvor war seine erfolgreichste Veröffentlichung … Baby One More Time von Britney Spears aus dem Jahr 1998 mit über 750.000 verkauften Einheiten.
| Land/Region                  | Auszeichnungen für Musikverkäufe (Land/Region, Auszeichnung, Verkäufe) | Verkäufe   |
| ---------------------------- | ---------------------------------------------------------------------- | ---------- |
| Australien (ARIA)            | 22× Platin                                                             | 1.540.000  |
| Belgien (BRMA)               | 4× Platin                                                              | 160.000    |
| Brasilien (PMB)              | 9× Diamant                                                             | 1.440.000  |
| Chile (IFPI)                 | Platin                                                                 | 200.000    |
| Dänemark (IFPI)              | 6× Platin                                                              | 540.000    |
| Deutschland (BVMI)           | 3× Platin                                                              | 1.200.000  |
| Finnland (IFPI)              | 9× Platin                                                              | 360.000    |
| Frankreich (SNEP)            | Diamant                                                                | 333.333    |
| Griechenland (IFPI)          | Diamant                                                                | 100.000    |
| Italien (FIMI)               | 6× Platin                                                              | 600.000    |
| Kanada (MC)                  | Diamant                                                                | 800.000    |
| Malaysia (RIM)               | Platin                                                                 | 200.000    |
| Mexiko (AMPROFON)            | 3× Platin                                                              | 180.000    |
| Neuseeland (RMNZ)            | 9× Platin                                                              | 270.000    |
| Norwegen (IFPI)              | 8× Platin                                                              | 480.000    |
| Österreich (IFPI)            | 3× Platin                                                              | 90.000     |
| Polen (ZPAV)                 | 2× Diamant                                                             | 500.000    |
| Portugal (AFP)               | Diamant                                                                | 100.000    |
| Schweden (IFPI)              | 11× Platin                                                             | 880.000    |
| Spanien (Promusicae)         | 8× Platin                                                              | 420.000    |
| Vereinigte Staaten (RIAA)    | Diamant                                                                | 10.000.000 |
| Vereinigtes Königreich (BPI) | 8× Platin                                                              | 4.800.000  |
| Zentralamerika (CFC)         | Gold                                                                   | 35.000     |
| Insgesamt                    | 1× Gold · 102× Platin · 16× Diamant ·                                  | 25.228.333 |

Hauptartikel: The Weeknd/Auszeichnungen für Musikverkäufe

### Auszeichnungen für Musikstreamings
Im Februar 2022 wurde Blinding Lights von der Recording Industry Association of Japan für mehr als 50.000.000 Musikstreamings mit einer Silbernen Schallplatte ausgezeichnet. Auszeichnungen für Musikstreamings gibt es in Japan seit April 2020.
| Land/Region  | Auszeichnungen für Musikverkäufe (Land/Region, Auszeichnung, Verkäufe) | Verkäufe   |
| ------------ | ---------------------------------------------------------------------- | ---------- |
| Japan (RIAJ) | Gold                                                                   | 50.000.000 |
| Insgesamt    | 1× Gold ·                                                              | 50.000.000 |

Hauptartikel: The Weeknd/Auszeichnungen für Musikverkäufe

## Coverversionen
Die deutsche Sängerin Loi veröffentlichte 2021 eine Coverversion über TikTok, die zu ihrem Durchbruch beitrug. Die deutsche Band Feuerschwanz veröffentlichte eine Coverversion des Liedes auf der Deluxe Edition ihres Ende 2021 erschienenen Albums Memento mori. Im Oktober 2022 folgte ein Musikvideo zu diesem Lied.

## Trivia
Der vietnamesische Sänger Jack-J97 erntete für sein am 19. Juli 2022 veröffentlichtes Lied Ngôi sao cô đơn Plagiatsvorwürfe; das Lied sei Blinding Lights zu ähnlich.